# Сьвядек, Антоний
Анто́ний Сьвя́дек (пол. Antoni Świadek; 27 марта 1909, Победзиска, Великопольское воеводство — 25 января 1945, Дахау, Бавария) — блаженный Римско-католической церкви, священник, мученик. Входит в число 108 блаженных польских мучеников, беатифицированных римским папой Иоанном Павлом II во время его посещения Варшавы 13 июня 1999 года.

## Биография
Родился 27 марта 1909 года в Победзиске. В 1928 году окончил среднюю школу в Кемпно. Окончил семинарию в Познани. Служил викарием в Быдгощи, был капелланом в воинских частях.
В июле 1942 года был арестован и препровождён в концентрационный лагерь Дахау, где погиб 25 января 1945 года.

## Прославление
13 июня 1999 года был беатифицирован папой римским Иоанном Павлом II вместе с другими польскими мучениками Второй мировой войны.
День памяти — 12 июня.